# Robert Kajanus
Robert Kajanus (født 2. december 1856 i Helsingfors, Finland - død 6. juli 1933) var en finsk dirigent og komponist.
Kajanus studerede direktion og komposition på Musikkonservatoriet i Helsinki, og i Leipzig hos Carl Reinecke og Salomon Jadassohn. Han studerede også i Paris hos Johan Svendsen. Kajanus er primært kendt som dirigent. Han var nær ven med komponisten Jean Sibelius af hvem han uropførte mange orkesterværker, og symfonier, feks uropførelsen af Finlandia (1888). Kajanus grundlagde det første Finske Filharmonske Orkester, og var leder i en lang årrække. Som komponist har han skrevet en sinfonietta, orkesterværker, symfoniske digtninge, vokalmusik og klaver stykker.

## Udvalgte værker
- Sinfonietta (i Bb-dur) (1915) - for orkester
- "Aino" - Symfonisk digtning (1885) - for herrekor og orkester
- "Symfonisk overture" (1926) - for orkester
- "Adagietto" - for orkester